# Matterhorn-Express
Der Matterhorn-Express ist eine Seilbahn in Zermatt im Kanton Wallis in der Schweiz. Sie führt vom Dorfende hinauf zum Trockener Steg auf 2939 m ü. M..
Es handelt sich um eine Einseilumlaufbahn der Firma Doppelmayr mit insgesamt vier Zwischenstationen, wobei nur zwei eine Sektionteilung durchführen. Die ersten beiden Sektionen wurden 2002 erstellt und führen vom Dorfende  via Furi zum Schwarzsee auf 2583 m ü. M.. 2009 wurde der Matterhorn-Express mit einer dritten Sektion via Furgg bis nach Trockener Steg verlängert.
Da die Bahn sieben Jahre später erweitert wurde, unterscheidet sich die Stationstechnik ein wenig. Auch sind die neuen Kabinen grösser und rollstuhlgängig.

## Linienführung
Das neue Talstationsgebäude des Matterhornexpress steht im Dorfteil Zen Stecken unterhalb der Talstation der Pendelbahn Zermatt – Furi. Ein Aufzug bringt die Gäste von der Bushaltestelle auf die Einstiegsebene. Über dem Stationsumlauf wird ein Teil der Kabinen garagiert.
Nach ca. 1,7 Kilometern wird die Station Furi erreicht. Hier fährt die ursprüngliche Pendelbahn direkt links weiter nach Trockener Steg während der Matterhornexpress nach rechts zum Schwarzsee führt. Die einseitige Mittelstation Aroleid dient vor allem im Winter als Rückbringer der Skifahrer, die vom Gebiet Hörnli zurückkommen.
Auf Schwarzsee biegt die Strecke scharf nach links ab und führt in die Senke des Furggbachs zur Station Furgg. Es findet keine Sektionentrennung statt. Um einen umlaufenden Betrieb für die Strecke Furgg-Schwarzsee zu ermöglichen, werden die Kabinen unter der Station durchgeführt, um auf der anderen Seite wieder einzufahren.
Der letzte Abschnitt dient seit dem Teilabbruch der Sesselbahn Sandiger Boden als einziger Rückbringer ins obere Skigebiet.

## Anlagen 1–3
| Matterhorn-Express 1                 | Matterhorn-Express 1  |
| ------------------------------------ | --------------------- |
| Kurz vor der Bergstation Furi (2015) |                       |
| Standort:                            | Zermatt, Schweiz      |
| Bauart:                              | 8-MGD                 |
| Baujahr:                             | 2002                  |
| Talstation:                          | Zermatt, 1638 m.      |
| Höhendifferenz:                      | 233 m                 |
| Bergstation:                         | Furi, 1871 m.         |
| Streckenlänge:                       | 1637 m                |
| Fahrdauer:                           | 5 min                 |
| Fahrgeschwindigkeit:                 | 6 m/s                 |
| Anzahl der Gondeln:                  | 65 Stk.               |
| Anzahl der Stützen:                  | 11 Stk.               |
| Kapazität:                           | 2800 Pers./Stunde     |
| Hersteller:                          | Doppelmayr/Garaventa  |
| Betreiber:                           | Zermatt Bergbahnen AG |
| Website:                             | Zermatt Bergbahnen    |

| Matterhorn-Express 2   | Matterhorn-Express 2               |
| ---------------------- | ---------------------------------- |
| Talstation Furi (2004) |                                    |
| Standort:              | Zermatt, Schweiz                   |
| Bauart:                | 8-MGD                              |
| Baujahr:               | 2002                               |
| Talstation:            | Furi, 1871 m.                      |
| Höhendifferenz:        | 450 m                              |
| Zwischenstation:       | Aroleid (Einseitig: Berg), 2321 m. |
| Höhendifferenz:        | 262 m                              |
| Bergstation:           | Schwarzsee, 2583                   |
| Höhendifferenz:        | 712 m                              |
| Streckenlänge:         | 2590 m                             |
| Fahrdauer:             | 6 min                              |
| Fahrgeschwindigkeit:   | 6 m/s                              |
| Anzahl der Gondeln:    | 85 Stk.                            |
| Anzahl der Stützen:    | 23 Stk.                            |
| Kapazität:             | 2800 Pers./Stunde                  |
| Hersteller:            | Doppelmayr/Garaventa               |
| Betreiber:             | Zermatt Bergbahnen AG              |
| Website:               | Zermatt Bergbahnen                 |

| Matterhorn-Express 3  | Matterhorn-Express 3    |
| --------------------- | ----------------------- |
| Mit Matterhorn (2011) |                         |
| Standort:             | Zermatt, Schweiz        |
| Bauart:               | 8-MGD                   |
| Baujahr:              | 2009                    |
| Talstation:           | Schwarzsee , 2583       |
| Höhendifferenz:       | -151 m                  |
| Zwischenstation:      | Furgg, 2432 m.          |
| Höhendifferenz:       | 507 m                   |
| Bergstation:          | Trockener Steg, 2939 m. |
| Höhendifferenz:       | 356 m                   |
| Streckenlänge:        | 2550 m                  |
| Fahrdauer:            | 9 min                   |
| Fahrgeschwindigkeit:  | 6 m/s                   |
| Anzahl der Gondeln:   | 107 Stk.                |
| Anzahl der Stützen:   | 22 Stk.                 |
| Kapazität:            | 2800 Pers./Stunde       |
| Hersteller:           | Doppelmayr/Garaventa    |
| Betreiber:            | Zermatt Bergbahnen AG   |
| Website:              | Zermatt Bergbahnen      |

## Anlagen vor dem Bau
Die Erschliessung des Schwarzsees erfolgte 1956/57 mittels einer Pendelbahn, die von Zermatt über Furi führte. Beide Sektionen waren mit zwei 40er Kabinen ausgestattet. Dazu betrieb die Schwarzseebahn im Gebiet Aroleid-Hirli einige Skilifte. Um auch nach Furgg abfahren zu können, wurde 1962 eine Pendelbahn gebaut, die Skifahrer von Furgg zurück nach Schwarzsee brachte. 1964/65 wurde dann die Pendelbahn Zermatt-Furi-Furgg-Trockener Steg gebaut, die in ihrer ersten Sektion parallel zu der Schwarzseebahn verlief. Dadurch konnte dieser Streckenabschnitt etwas verstärkt werden.
Als in den 1970er-Jahren der Skitourismus stark zunahm, kam vor allem die Sektion Furgg-Trockener Steg oft an ihre Kapazitätsgrenzen, da sie neben Zubringer auch als Beschäftigungsanlage diente. Auch die Sektion Zermatt-Furi war trotz doppelter Pendelbahnen oft überlastet. Als 1979 die Pendelbahn auf das Kleine Matterhorn fertig gestellt wurde und die meisten Gäste in Richtung Trockener Steg wollten, entschied man sich für eine neue Zubringeranlage, um die Kapazität zwischen Zermatt und Furi zu steigern. 1982 wurden die neue Luftseilbahn Furi-Trockener Steg und auf der Trasse der Schwarzseebahn die neue Gondelbahn Zermatt-Furi eröffnet. Die zweite Sektion der Schwarzseebahn blieb weiterhin bestehen. Die Pendelbahn Furi-Trockener Steg erfreute sich grosser Beliebtheit; sie brachte die Gäste innert wenigen Minuten direkt an den Theodulgletscher.
1991 wurde die Pendelbahn Furgg-Trockener Steg durch eine Sesselbahn ergänzt, die mit der Mittelstation Sandiger Boden bis auf den Theodulgletscher führte. Die Pendelbahn Furgg-Schwarzsee wurde durch eine moderne Gruppenumlaufbahn ersetzt.

## Weitere Geschichte
Nach der Fusion der einzelnen Betreibergesellschaften zur Zermatt Bergbahnen AG wollte man das Gebiet weiter ausbauen. Es gab zu viele Schlepplifte und drei neue Sesselbahnen waren geplant. Auch die Zubringerbahnen wollte man ersetzen oder aufwerten; dies betraf vor allem die 1957 gebaute 40er-Pendelbahn von Furi auf Schwarzsee. So entstand die Idee des Matterhorn-Express, der die Einseilumlaufbahn Zermatt-Furi und die Pendelbahn Schwarzsee ersetzen sollte. Beim Bau wurde gleichzeitig die Pendelbahn Furi-Furgg abgebaut, da nun auf Schwarzsee genügend Kapazität zur Verfügung stand.
2009 wurde der Matterhorn-Express via Furgg bis nach Trockener Steg verlängert und ersetzte somit die 18 Jahre alte Gruppenbahn Furgg-Schwarzsee und die kapazitätsarme Pendelbahn Furgg-Trockener Steg.